# Arsênio I de Constantinopla
Arsênio (português brasileiro) ou Arsénio (português europeu) I de Constantinopla, nascido Arsênio Autoriano (em latim: Arsenius Autorianus; em grego: Ἀρσένιος Ἀυτωρειανός; romaniz.: Arsénios Autoreianós; 1200 - 1264 ou 1273), foi o patriarca grego ortodoxo de Constantinopla por duas vezes, entre 1255 e 1259 e novamente entre 1261 e 1267. Seu patriarcado coincidiu com o período de transição entre o Império Bizantino no exílio no Império de Niceia e a reconquista de Constantinopla em 1261.

## Biografia
Nascido em Constantinopla por volta de 1200, Arsênio recebeu sua educação em Niceia num mosteiro do qual futuramente seria abade. Posteriormente, se entregou a uma vida solitária e asceta num outro mosteiro na Bitínia e, diz-se, provavelmente incorretamente, que teria passado algum tempo num mosteiro em Monte Atos. De lá, foi, em 1255, chamado por Teodoro II Láscaris (r. 1254–1258) para assumir a posição de patriarca em Niceia e, quatro anos depois, com a morte do imperador, se tornou um dos guardiões de seu filho, João IV. O outro, Jorge Muzalon, foi imediatamente assassinado por Miguel Paleólogo, que assumiu integralmente a função de tutor.
Arsênio, adversário de Miguel, se refugiou no mosteiro de Pasquásio, mantendo o cargo de patriarca, mas se recusando a de fato realizar a função. Nicéforo de Éfeso foi então apontado patriarca em seu lugar. Miguel, tendo reconquistado Constantinopla, convenceu Arsênio a retomar a função, mas o imperador logo passou a ser severamente censurado, principalmente por ordenar que João fosse cegado. Arsênio chegou a excomungar o imperador, que, tendo em vão buscado seu perdão, acusou falsamente o patriarca e conseguiu que fosse banido para i Proconeso onde faleceria alguns anos depois (de acordo com Fabricius, em 1264; outros dizem 1273).

## Cisma arsenita
Até a sua morte, Arsênio se recusou a remover a sentença de excomunhão que passou a Miguel e, depois dela, quando o novo patriarca José I finalmente absolveu o imperador, a disputa continuou entre os arsenitas e os josefitas. O cisma arsenita durou até 1315, quando o patriarca Nefão I conseguiu promover a reconciliação.

## Obras
Acredita-se que Arsênio tenha escrito um sumário de leis divinas intitulado Sinopse dos Cânones (Synopsis Canonum) baseado nas decisões dos concílios e nas obras patrísticas. Outros defendem que a Sinopse seria obra de um outro Arsênio, um monge de Atos; a atribuição ao patriarca depende portanto do fato de ter dispendido ou não algum tempo em Monte Atos.